# Kallio
Kallio è un quartiere di Helsinki, capitale della Finlandia.
Conta circa 18 000 abitanti (il 3% del totale della città), mentre la sua superficie copre un'area di 1,09 km2. La densità di popolazione è circa cinque volte sopra la media di Helsinki.
Gran parte di Kallio è stata costruita tra gli anni cinquanta e gli anni settanta. Storicamente è stata un'area popolata dalla classe operaia. Nel corso degli anni è diventato un quartiere popolato da studenti, giovani che lo abitano solo per pochi anni e persone anziane che vivono da sole, in una sorta di processo di gentrificazione. Gli appartamenti sono relativamente piccoli, meno di 100 m2, e gli affitti sono tendenzialmente più bassi rispetto a zone più centrali di Helsinki. Tuttavia stanno gradualmente aumentando in relazione alla crescente popolarità del quartiere.
Molti artisti tra i più famosi della Finlandia vivono a Kallio. Il quartiere ha, più di ogni altra zona di Helsinki, una reputazione di area molto liberale e bohémien. La popolazione è molto eterogenea e c'è una concentrazione di pub, sexy shop e strip club maggiore rispetto ad altri quartieri della città.
È collegato con la zona centrale con i tram 3B e 3T.

## Galleria d'immagini

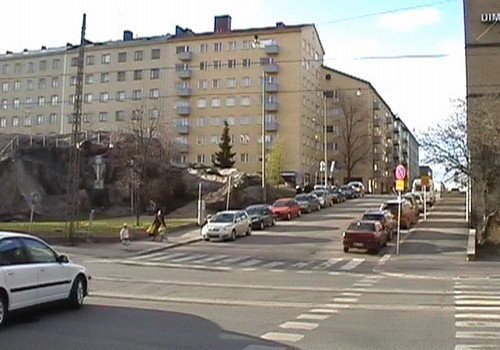
La via Kirstinkatu a Kallio
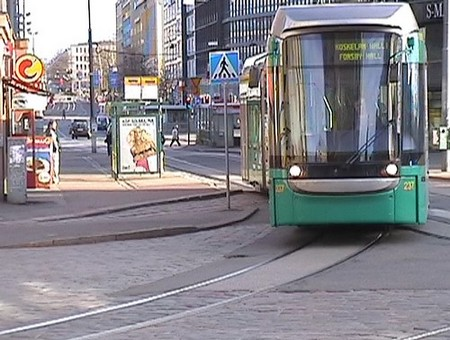
La zona di Hakaniemi fa parte di Kallio
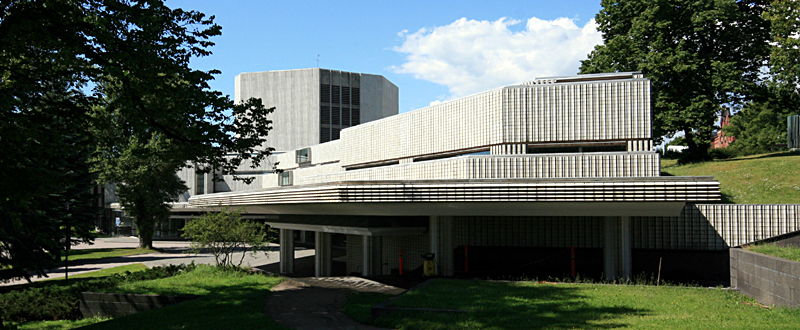
Il teatro Helsingin kaupunginteatteri a Kallio
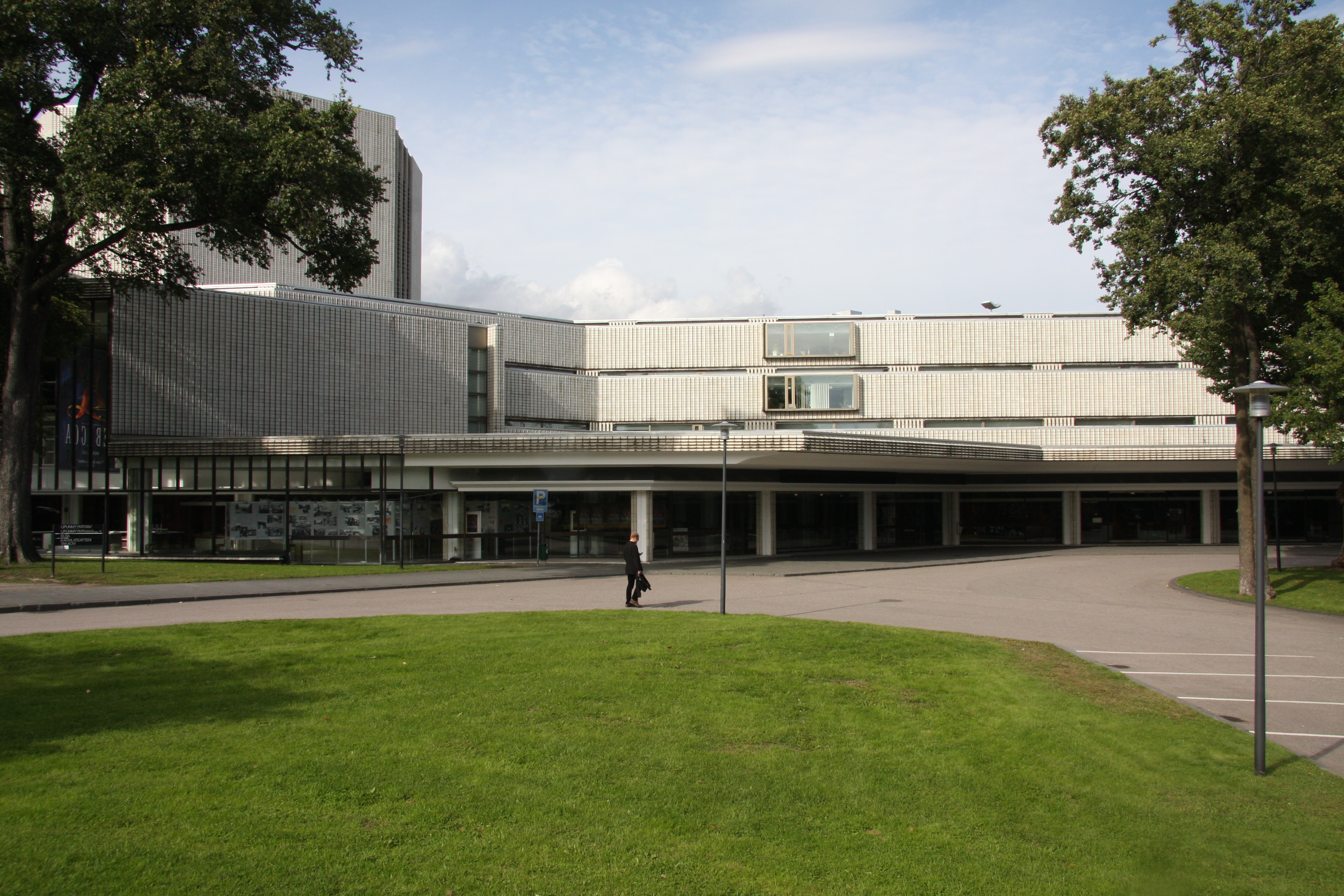
Vista frontale del teatro
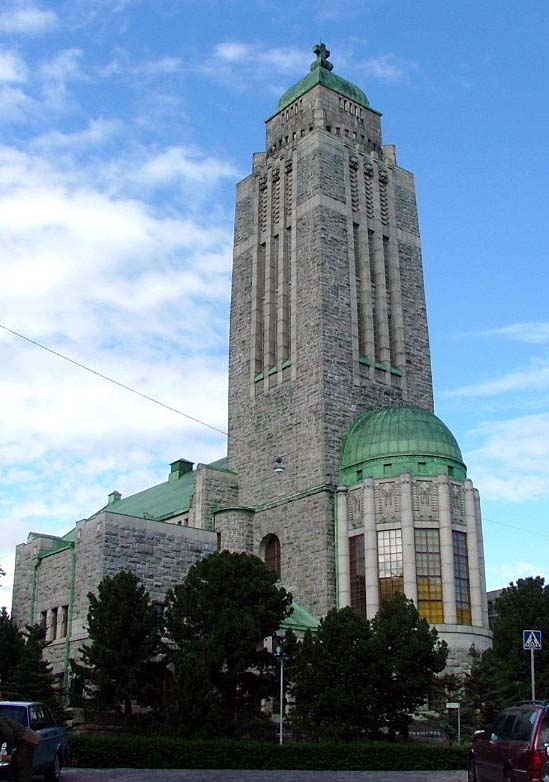
Kallion Kirkko, la chiesa di Kallio
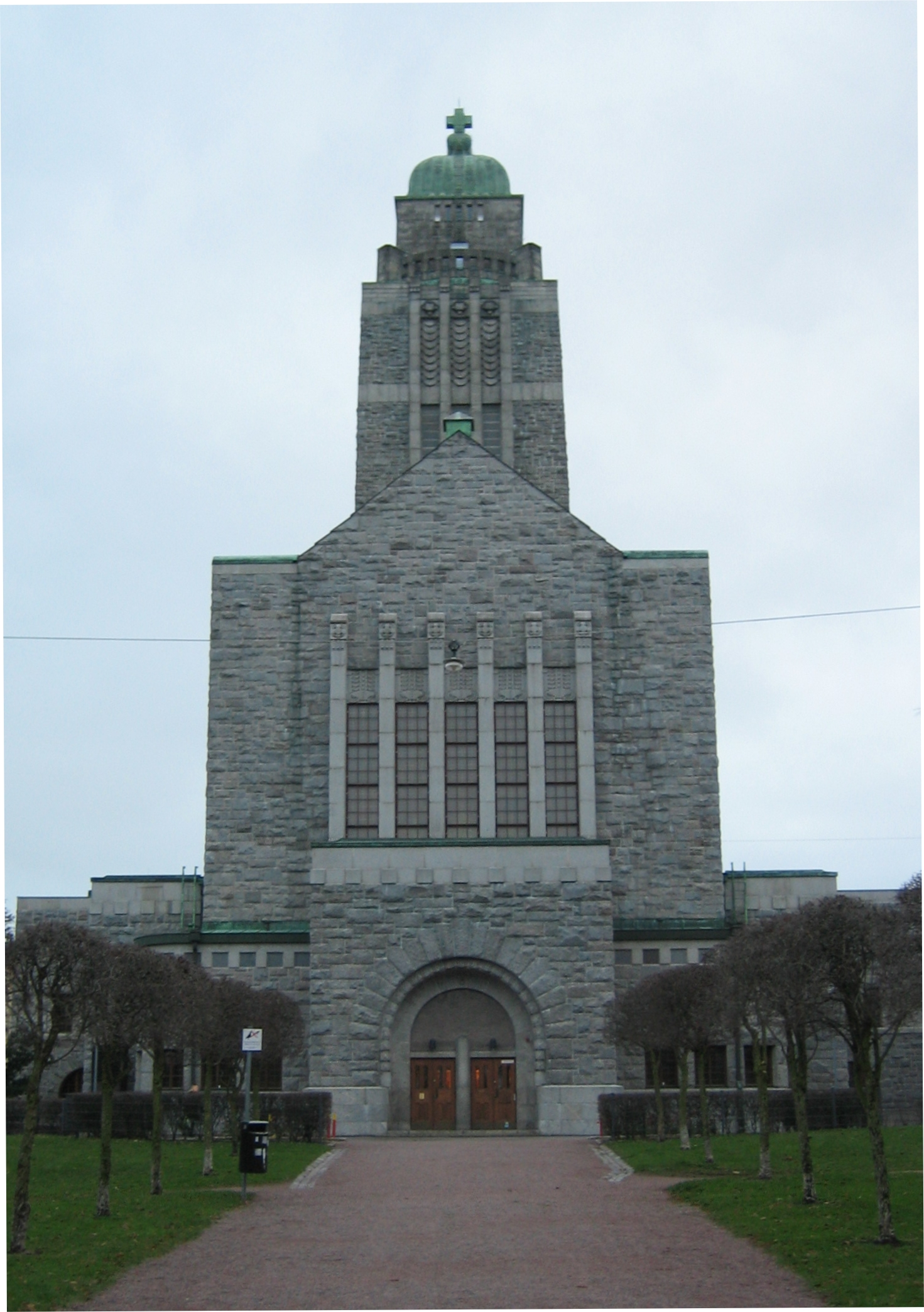
Vista frontale della chiesa
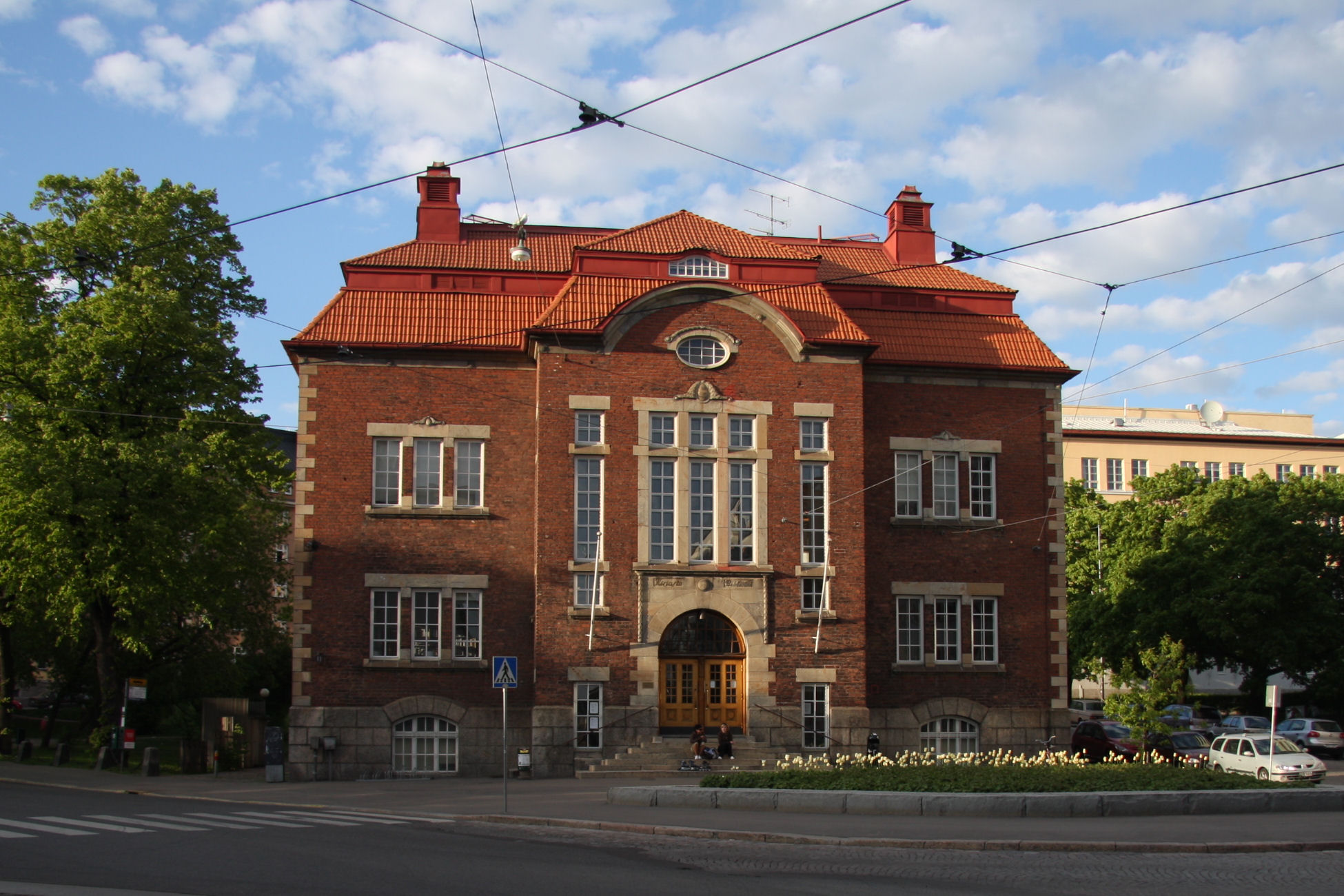
La biblioteca di Kallio
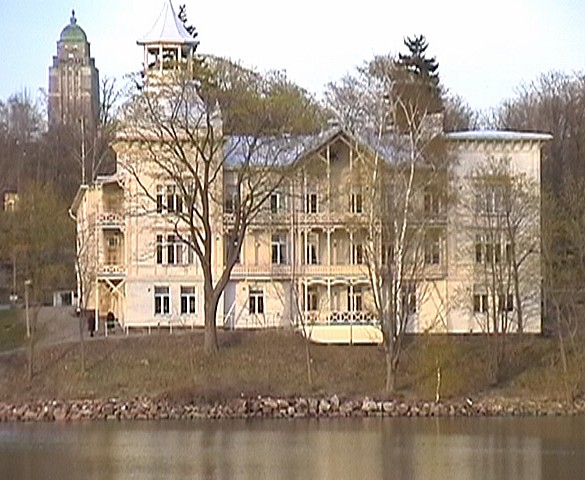
Villa Kivi
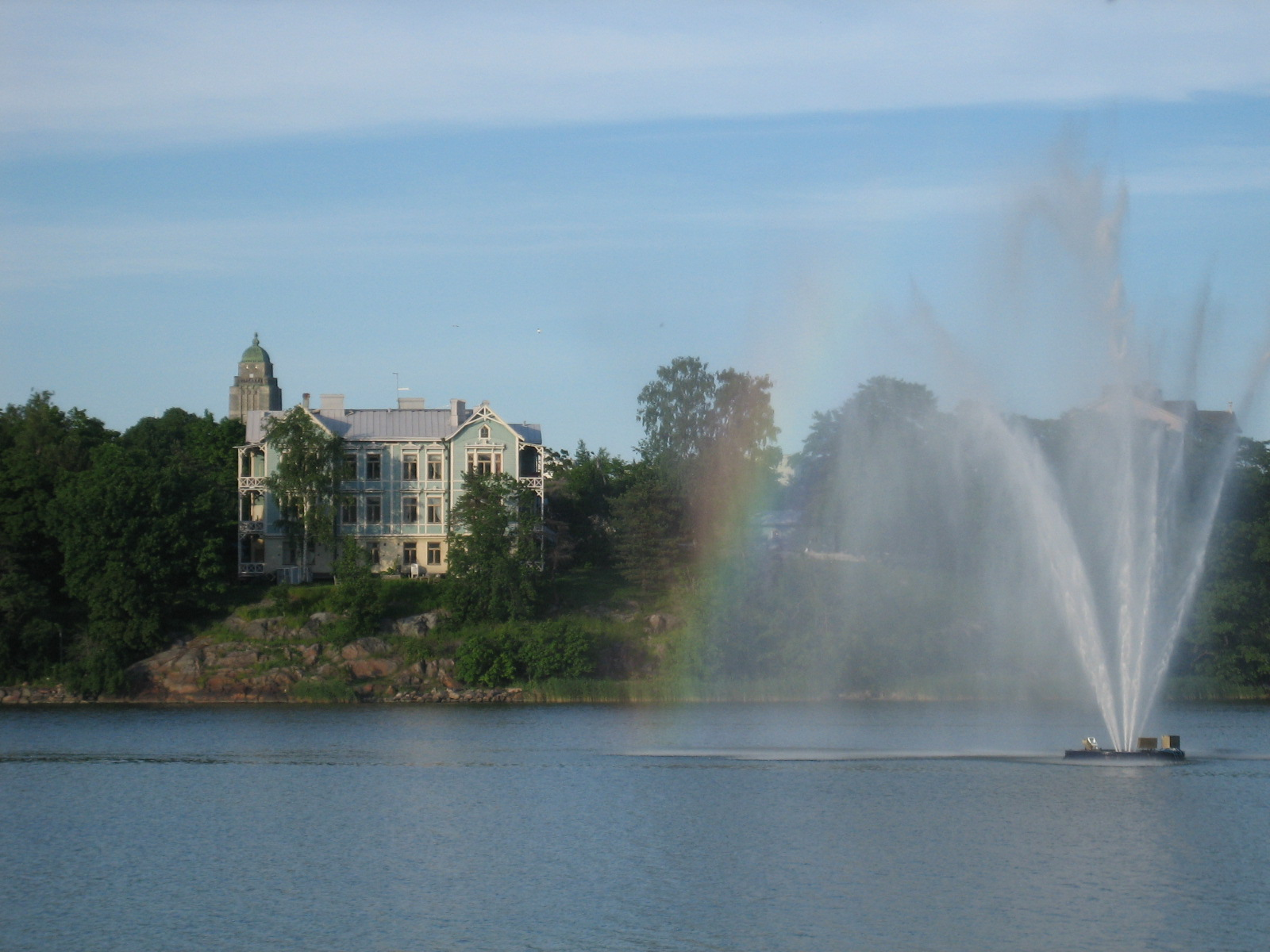
Villa blu di Linnunlaulu
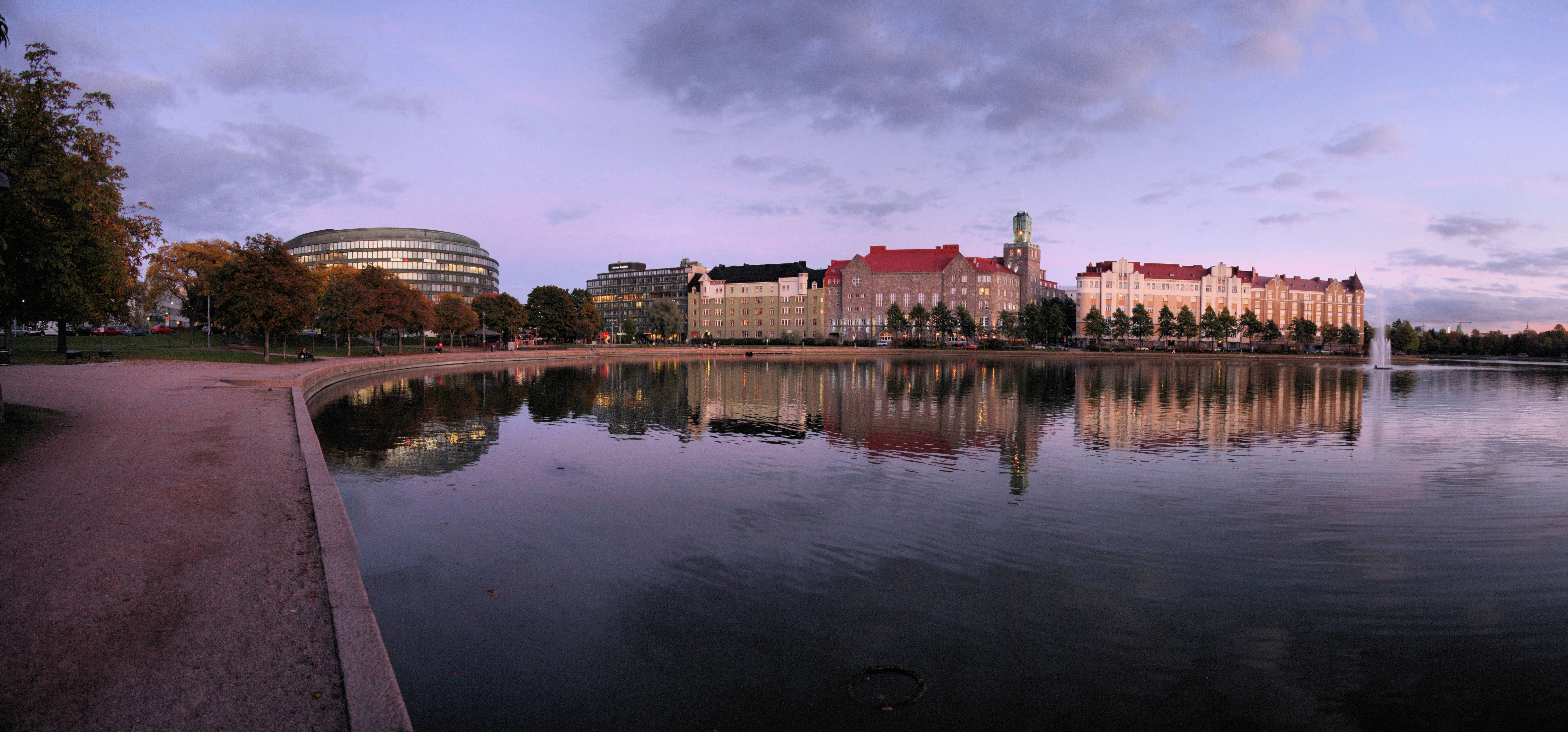
Il parco Tokoinranta
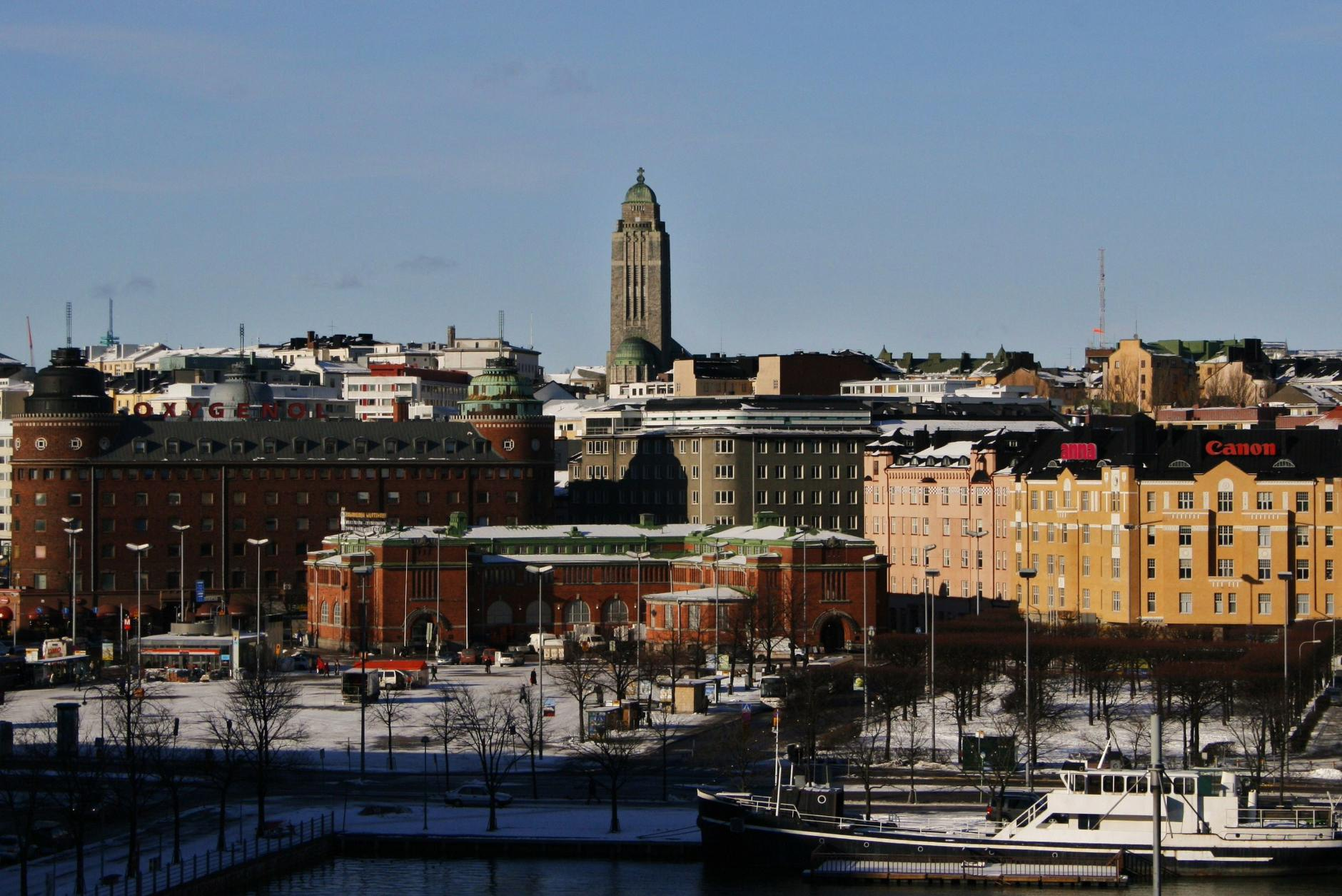
Panorama con la chiesa ed il mercato di Hakaniemi